# Togarmés
Togarmés o Togarma es un personaje de la Biblia (aparece en el libro del Génesis 10:3). Era el hijo de Gomer y nieto de Jafet (uno de los tres hijos de Noé). 
Se le considera como un antepasado mítico de algunas tribus nómadas entre Armenía y Capadoncia hacia el siglo VIII a. C.